# Đội tuyển bóng đá bãi biển quốc gia Panama
Đội tuyển bóng đá bãi biển quốc gia Panama đại diện Panama tham dự các giải thi đấu bóng đá bãi biển quốc tế và được điều hành bởi Liên đoàn bóng đá Panama, cơ quan quản lý bóng đá ở Panama.

## Đội hình hiện tại
Ghi chú: Quốc kỳ chỉ đội tuyển quốc gia được xác định rõ trong điều lệ tư cách FIFA. Các cầu thủ có thể giữ hơn một quốc tịch ngoài FIFA.
| Số | VT | Quốc gia | Cầu thủ                               |
| -- | -- | -------- | ------------------------------------- |
| 1  | TM |          | Francisco Alejandro Portillo Bautista |
| 2  | HV |          | Gilberto Enrique Rangel               |
| 3  | HV |          | Fernando Barrera Cano                 |
| 4  | TĐ |          | Alberto Agustín Beltrán Barrios       |
| 5  | TĐ |          | Apolinar Gálvez                       |
| 6  | HV |          | Edgar Rivas Medina                    |

| Số | VT | Quốc gia | Cầu thủ                       |
| -- | -- | -------- | ----------------------------- |
| 7  | HV |          | Jorge Luis Pérez              |
| 8  | HV |          | Alejandro Ruiz                |
| 9  | HV |          | Luis Alberto Quintero Guevara |
| 10 | HV |          | Ricardo Antonio Torres        |
| 11 | TĐ |          | Eliseo Blanco                 |
| 12 | TM |          | José López                    |

## Thành tích

### Giải vô địch bóng đá bãi biển Bắc, Trung Mỹ và Caribe
| Năm                              | Vòng          | Vt            | St            | T             | T h.p./pso    | B             | BT            | BB            | HS            |
| -------------------------------- | ------------- | ------------- | ------------- | ------------- | ------------- | ------------- | ------------- | ------------- | ------------- |
| Puntarenas, Costa Rica. 2006     | Không tham dự | Không tham dự | Không tham dự | Không tham dự | Không tham dự | Không tham dự | Không tham dự | Không tham dự | Không tham dự |
| Puerto Vallarta, Mexico. 2008    | Không tham dự | Không tham dự | Không tham dự | Không tham dự | Không tham dự | Không tham dự | Không tham dự | Không tham dự | Không tham dự |
| Puerto Vallarta, Mexico. 2009    | Không tham dự | Không tham dự | Không tham dự | Không tham dự | Không tham dự | Không tham dự | Không tham dự | Không tham dự | Không tham dự |
| Puerto Vallarta, Mexico. 2011    | Không tham dự | Không tham dự | Không tham dự | Không tham dự | Không tham dự | Không tham dự | Không tham dự | Không tham dự | Không tham dự |
| Nassau, Bahamas. 2013            | Không tham dự | Không tham dự | Không tham dự | Không tham dự | Không tham dự | Không tham dự | Không tham dự | Không tham dự | Không tham dự |
| Costa del Sol, El Salvador. 2015 | Vòng bảng     | 13            | 3             | 1             | 0             | 2             | 17            | 13            | +4            |
| Tổng cộng                        | 0 danh hiệu   | 1/6           | 3             | 1             | 0             | 2             | 17            | 13            | +4            |